# Xavi Valero
Vicente Javier Valero Verchili, meglio noto come Xavi Valero (Castellón de la Plana, 28 febbraio 1973), è un allenatore di calcio ed ex calciatore spagnolo, di ruolo portiere.

## Palmarès

### Giocatore

#### Competizioni nazionali
- Segunda División: 2

Real Murcia: 2002-2003
Recreativo Huelva: 2005-2006